# Heleen Andriessen
Helena Augusta Laura (Heleen, Leentje) Andriessen (Haarlem, 11 mei 1921 -  Venlo, 9 augustus 2000) was een Nederlands fluitiste, pianiste en tekenares.
Haar vader was componist Hendrik Andriessen, haar moeder pianiste Johanna Justina (Tine) Anschütz, wier moeder Helena Auguste heette (Laura was een zus van Hendrik). Heleen wilde zelf pianiste worden, maar haar vader vond dat er daar al genoeg van waren. Hij stuurde aan op de dwarsfluit. Ze studeerde daarvoor aan het Utrechts Conservatorium. Haar vader schreef voor haar Variaties op een thema van Couperin als afstudeerproject. Ze verzorgde een aantal concerten aan het eind van de Tweede Wereldoorlog, ook samen met andere Andriessens. Op 4 januari 1947 huwde ze te Utrecht met Lodewijk (Louis, Loek) van der Grinten jr., een chemicus en achterkleinzoon van Lodewijk van der Grinten.
Uit dat huwelijk kwamen wederom muzikanten voort:
- Frans van der Grinten (geb. 1947, cello)
- Hennie van der Grinten (geb. 1947, hobo)
- Eugénie van der Grinten (geb. 1949, fluit)
- Gijs van der Grinten (geb. 1949, viool)

Na de dood van Loek van der Grinten huwde zij met Johannes Baptist (Jan) Joosten.
Zij vormden enige tijd het Kwartet Van der Grinten, later het Gemini-ensemble, waarin ook violist Maarten Veeze (man van Eugénie) en pianiste Tilly Keesen.  
Samen met dochter Eugénie bracht ze de Fluitmethode voor beginners van Wilhelm Popp opnieuw onder de aandacht.